# Afterworld
Afterworld es una serie televisiva americana de ciencia ficción animada por ordenador creada por el escritor Brent V. Friedman y el cineasta Michael DeCourcey. Afterworld fue estrenada en los Estados Unidos por Bud.tv y YouTube y el 28 de febrero de 2007 con el sitio web que se puso en marcha el proyecto en mayo de 2007 y fue estrenada unos meses después.

## Argumento
Después de viajar por negocios a Nueva York, Russell Shoemaker despierta para encontrar a la tecnología totalmente invalida y más de un 99% de la raza humana desaparecida. Impulsado por la necesidad de descubrir la verdad y decididos a regresar con su familia, se embarca en un viaje hacia su hogar en Seattle, durante el viaje describe todos los eventos en su diario. Afterworld es la historia del viaje de Russell de 3000 millas (4800 km) a través de una caminata en una posapocalíptica América encontrando el extraño aparecimiemnto de nuevas sociedades. A lo largo del camino, también intenta de resolver el misterio de lo que causó este fenómeno global, al que los supervivientes se refieren como "la caída" o "el desplome".
Además de los nuevos gobiernos, Russell descubre que la tecnología ha fracasado debido a la persistencia de un pulso electromagnético, un producto de un conjunto de satélites que se activaron casi simultáneamente creando la caída. Otro efecto secundario de las EMP es la rápida mutación de muchas formas de vida, entre ellos el propio Shoemaker. Describe que su visión nocturna, ha mejorado de manera espectacular, junto con su resistencia. Otros ejemplos se ven en el ganado vacuno, que está muriendo de por comer carne infectada.
El viaje de Russell le lleva finalmente a un casi desierto San Francisco (California), y la sede de una organización conocida como el Grupo de Parthia, que había desarrollado una forma de nanotecnología.